# Зигби
Зебра Зигби (англ. Zigby) — антропоморфный детский вымышленный персонаж, созданный английским писателем шотландского происхождения Брайаном Патерсоном (Brian Paterson). Зигби появляется в серии книжек с картинками и настольных книг, а также в 3D-анимационной телевизионной адаптации, получившей название в русском переводе «Зигби знает всё».
Мультсериал «Зигби знает всё» транслировался в Канаде на канале Treehouse TV с 2009 по 2011 год (с повторами с 2013 по 2015 год), а ранее, с 2009 по 2014 год, мультсериал транслировался в Великобритании на канале CBeebies.
Зигби живёт в домике на дереве в Мадуотер-Крик (Mudwater Creek), на пышном тропическом острове. В типичной книге или эпизоде восторженный Зигби «попадает в неприятности» (trots into trouble) благодаря своему слегка эксцентричному поведению. За ним следуют его друзья: сурикат Мак-Меер (McMeer) и беспокойная цесарка Берти Бёрд (Bertie Bird).

## Книги
Издательство HarperCollins опубликовало несколько книжек с картинками для детей примерно от 2 до 5 лет:
- «Зигби разбивает лагерь» (Zigby Camps Out) (2002)
- «Зигби охотится за сокровищами» (Zigby Hunts for Treasure) (2002)
- «Зигби и муравьиные захватчики» (Zigby and the Ant Invaders) (2003)
- «Зигби ныряет» (Zigby Dives In) (2003)
- «Зигби и чудовище» (Zigby and the Monster) (2005)

Четыре настольные книги («Go-Kart», «The Picnic», «The Birthday Party», «Toy Box») вышли в 2004 году под тем же издательством. По состоянию на начало 2005 года, было продано 350 000 копий в пятнадцати странах.

## Экранизация
О разработке мультсериала по мотивам персонажа было объявлено в 2005 году. 52 3D-анимационных эпизода по 11 минут каждый были совместно спродюсированы компаниями из Австралии, Сингапура и Канады. Также сериал был приобретён телекомпаниями ZDF (Германия), CBeebies от BBC (Великобритания) и France 5 (Франция), а также Planeta U от Univision (дубляж на испанском языке) в Америке. В Канаде мультсериал транслировался с 23 февраля 2009 по 31 июля 2011 года (с повторами с июня 2013 по май 2015 года) на канале Treehouse TV, а в Австралии — с 25 марта 2009 по 3 января 2015 года на канале ABC. В России мультсериал транслировался на канале «Карусель». Сериал специально нацелен на детей от 4 до 5 лет с более широкой целевой аудиторией от 3 до 6 лет.

### В ролях
- Трейси Мур (Tracey Moore) — Зигби (Zigby)
- Брайан Драммонд (Brian Drummond) — МакМир (McMeer)
- Мэтт Хилл (Matt Hill) — Берти Бёрд (Bertie Bird)
- Мишель Доук (Michelle Doake)
- Рослин Оудс (Roslyn Oades)
- Шэрон Миллерчип (Sharon Millerchip) — Селин (Celeen)
- Кэтрин Кон (Katherine Cohn) — Винк (Wink)/Тинк (Tink)
- Джейми Крофт (Jamie Croft) — Клем (Clem)/Стинк (Stink)